# ЛеЧак
Капитан ЛеЧак (LeChuck) — главный отрицательный персонаж серии игр «Monkey Island», созданной компанией LucasArts. Будучи антагонистом Гайбраша Трипвуда, погибает от руки главного героя в каждой игре серии, но неизменно возрождается в новом обличье с каждой новой игрой. Как говорит Вуду-леди:

«Истинное зло не может быть уничтожено окончательно».Оригинальный текст (англ.)True evil can never be destroyed completely.— Monkey Island 2: LeChuck's Revenge

## История создания
Персонаж был создан Роном Гилбертом. Идея и общая концепция злодея появились под влиянием романа Тима Пауэрса «В неведомых волнах», вышедшего в 1987 году.
Позже, глядя на Дэйви Джонса в кинофильме из серии «Пираты Карибского моря», Гилберт напишет: 

«Эй, я это видел уже… нет… я в это играл уже… нет… я это создал уже! Я думаю, это фильм из серии „Остров Обезьян“! Ну да, они малость напортачили с его бородой, но это ЛеЧак, а если честно, если б я додумался о щупальцах кальмара в бороде, я бы сделал так же».Оригинальный текст (англ.)"Hey, I've seen this before… no… I've played this before… no… I've designed this before!"  I'm thinking "This is the Monkey Island Movie!"  Yeah, they kind of screwed up his beard, but that's LeChuck, and let's be honest, if I'd thought of the squid tentacles for a beard, I would have done that.— Grumpy Gamer
Имя пирата состоит из двух частей — определённого артикля Le и собственно имени Chuck (с англ. — «Чак, полное имя — Чарльз»), которое он получил благодаря Стиву Арнольду, бывшему в то время генеральным менеджером студии Lucasfilm Games. Арнольд несколько лет твердил Гилберту, что ему нравится имя Чак, и он хотел бы, чтобы в одной из игр появился персонаж с этим именем. Впрочем, ещё до появления «Острова Обезьян» Рон в качестве шутки использовал имя Чак в игре «Особняк маньяков» — в библиотеке особняка на книжной полке стоял цветок Чак.
Первые две игры серии Monkey Island, разработкой которых руководил сам Рон Гилберт, не были озвучены. Но уже в играх The Curse of Monkey Island и Escape from Monkey Island ЛеЧак получил голос — его озвучил актёр Эрл Боэн.
Позднее Боэн вновь озвучил злого пирата в специальных перевыпусках первых игр — The Secret of Monkey Island и Monkey Island 2: LeChuck's Revenge.
В игре Tales of Monkey Island от компании Telltale Games ЛеЧака озвучил Адам Харрингтон (Adam Harrington) в первой главе и Кевин Блэктон (Kevin Blackton) в последующих главах, где ЛеЧак становится человеком. Но Боэн вернулся к озвучиванию персонажа в последних двух главах, где злодей снова превращается в нежить. А для издания, выпущенного на DVD, Боэн переозвучил и первую главу.

## Вымышленная биография

### Жизнь призраком
Пират капитан ЛеЧак был влюблён в губернатора острова Мêлéй (Mêlée Island) — Элейн Марли. Но жизнь жестока, и капитан ЛеЧак погибает в море… Однако это не конец, а лишь начало истории. Пират-призрак ЛеЧак по-прежнему влюблён в Элейн и мечтает сделать её своей женой. В это время на острове появляется юный Гайбраш Трипвуд, мечтающий стать пиратом, который, сам того не ведая, грозит сорвать планы могущественного капитана ЛеЧака. Между Гайбрашем и Элейн возникают чувства. И тогда ЛеЧак похищает молодую особу и увозит её в своё логово на острове Обезьян (Monkey Island). Гайбраш отправляется за ними, в надежде вырвать Элейн из рук капитана ЛеЧака. Трипвуд находит корабль-призрак ЛеЧака, однако тот отбывает обратно к острову Мêлéй, где должно состояться венчание ЛеЧака и Элейн. Но Гайбрашу Трипвуду вновь удаётся нагнать «молодых», и в финале, в неравной схватке, при помощи «волшебного» зелья коварный Трипвуд разносит капитана ЛеЧака на тысячи кусочков. Так обрывается «вторая жизнь» знаменитого пирата.

### Жизнь зомби
Попав на остров Струпп (Scabb Island), Гайбраш Трипвуд узнаёт, что островом заправляет пират по имени Ларго ЛаГранд, некогда правая рука ЛеЧака. Врождённая хитрость и магия вуду помогают Трипвуду изгнать Ларго с острова. Напоследок, охваченный гордыней, молодой Трипвуд безрассудно бросает ЛаГранду клок призрачной бороды ЛеЧака. Гайбраш не подозревает, что именно этого недоставало Ларго для воскрешения своего капитана. Так ЛеЧак вновь оказывается «живой», только на этот раз в обличье зомби. Возрождённый, он подготавливает на острове Обезьян ловушку для Трипвуда, вознамерившегося отыскать величайший клад — сокровище «Большого Шума» (англ. The Big Whoop). Там вновь происходит поединок непримиримых врагов… и неожиданный финал — ЛеЧак и Гайбраш оказываются в парке аттракционов, и выясняется, что они — родные братья!

### Жизнь демоном
Непостижимым образом Гайбраш Трипвуд оказывается в открытом море на борту машины с аттракциона «Автодром». Потерявшего надежду на спасение Трипвуда течение прибивает к берегу острова Навара (Plunder Island) именно в тот момент, когда бесстрашный пират-зомби ЛеЧак штурмует форт Элейн Марли, пытаясь уговорить её стать его женой и королевой мёртвых. ЛеЧак замечает подплывающего Гайбраша, поднимает на борт своего судна и запирает в трюме. Он рассчитывает покончить с извечным соперником после битвы, победу в которой ему обеспечит огненное пушечное ядро вуду. Но, будучи пленённым, Гайбраш не унимается. Он подстраивает всё так, чтобы отдача от выстрела из трюмной пушки сотрясла корабль. ЛеЧак роняет ядро себе под ноги, оно взрывается, и капитан вновь погибает.
Однако двое пиратов, плывущие на своём корабле на остров Череп (Skull Island), подбирают в море то, что осталось от ЛеЧака — его сапоги. Магия вуду настолько сильна, что ЛеЧак вновь возрождается — на этот раз в виде огненного демона. Им всё так же движут любовь к Элейн и месть Трипвуду. Ему удаётся разыскать их на острове Крови (Blood Island) и снова доставить на остров Обезьян. Его месть страшна — Гайбраш вновь превращается в маленького мальчика, попавшего в парк аттракционов, построенный ЛеЧаком на острове Обезьян. Однако Трипвуд находит способ вернуться к прежнему виду, и старых недругов снова ждёт решающая дуэль. Казалось бы, на этот раз перевес сил уж точно на стороне могущественного огненного демона. Но Трипвуд находит бочонок с порохом, который он закладывает в огромную ледяную статую. Ему лишь нечем поджечь фитиль, чтобы обрушить статую на капитана. И снова на помощь безжалостному Гайбрашу Трипвуду приходит его коварство и хитрость. Бесчестным образом он бросает перец в лицо ЛеЧаку, заставляя того чихнуть. Искры из пылающей капитанской бороды, разлетаясь, попадают на фитиль, порох взрывается, и несчастный пират-демон ЛеЧак оказывается погребённым под огромной глыбой льда.

### Жизнь призраком/зомби/демоном/человеком
Как оказалось позже, ледяная глыба не убила ЛеЧака, а всего лишь замуровала его. ЛеЧака откапывает Австралийский предприниматель по имени Оззи Мандрилл. Всей душой ненавидящий пиратов, Оззи надеется с помощью ЛеЧака «цивилизовать» Вест-Индию, избавив острова от пиратов и заменив их туристами. Для этого им необходимо раздобыть компоненты Совершенного Оскорбления — древнего артефакта, способного превратить любого пирата в труса. Будучи вновь спасённым, капитан ЛеЧак теперь может менять обличье, представая то призраком, то зомби, то демоном, а то и человеком. Как часть плана Оззи Мандрилла, ЛеЧак называется человеком по имени Чарльз Л. Чарльз. Он объявляет отбывшую в свадебное путешествие Элейн Марли мёртвой и баллотируется на пост губернатора острова Мêлéй. Несмотря на все старания вернувшейся после медового месяца Элейн, ЛеЧаку удаётся победить на выборах и начать строительство огромной статуи в свою честь (в виде человека). В конце концов, Оззи и ЛеЧак находят необходимые компоненты Совершенного Оскорбления. Однако на пути к реализации благородной идеи снова встаёт Гайбраш Трипвуд. Ему удаётся построить Совершенное Парирование, являющееся противодействием Совершенному Оскорблению. Назревает последняя, решающая битва. ЛеЧак вселяется в собственную статую, в то время как Гайбраш узнаёт важный секрет — гигантская обезьянья голова на острове Обезьян на самом деле является головой огромного робота-обезьяны, которым обезьяны умеют управлять. На этот раз силы двух гигантов, казалось бы, равны, но не зря ЛеЧак поражался мастерству Трипвуда в ведении спора. Хитроумному Гайбрашу удаётся раздразнить ЛеЧака, и тот, не осознавая подвоха, убивает Мандрилла, хлопнув себя по лбу. Совершенное Оскорбление уничтожено, взрыв разносит ожившую статую и выбрасывает ЛеЧака в стратосферу.

### Жизнь человеком
ЛеЧак в очередной раз вернулся и захватил Элейн вместе с десятками обезьян, которых он собирался принести в жертву для заклинания вуду. Тем временем Гайбраш по настоянию Вуду-леди собрал ингредиенты для создания сабли, с помощью которой он смог бы раз и навсегда покончить со своим врагом. Но недотёпа Гайбраш опять дал маху, неправильно заколдовав саблю. Когда он вонзил её в ЛеЧака, тот, вместо того чтобы умереть, вновь принял человеческий облик, а зло, сидевшее в нём, заразило руку Трипвуда, державшую клинок.
Странным образом та же зараза начинает поражать пиратов Карибского архипелага (причём только стопроцентных пиратов).
ЛеЧак же, став человеком, объявляет Элейн, что зло из него вышло, и он намерен творить лишь добро. Вместе они отправляются развозить похищенных обезьян по родным островам. Недоверчивый Гайбраш скептически относится к метаморфозе, произошедшей в ЛеЧаке, но тому удаётся его убедить своими добрыми делами и неподдельным желанием стать ему другом. ЛеЧак спасает Гайбраша от смертной казни в пиратском суде, когда тому было предъявлено обвинение в распространении заразной сыпи.
Странно видеть ЛеЧака в новой ипостаси… Однако капитан ЛеЧак верен себе, и всё это — лишь мудрый план, согласно которому пират рассчитывал вобрать в себя всю распространяющуюся заразу. Набрав силу, ЛеЧак застигает Трипвуда врасплох и смертельно ранит его. На сей раз Гайбраш Трипвуд мёртв!

### Жизнь божеством
Вобрав в себя зло, ЛеЧак снова становится нежитью, но теперь многократно сильнее, чем когда-либо. Он знает, что попав в загробный мир, Гайбраш попытается вернуться назад. Трипвуду действительно удаётся открыть портал в мир живых. Воспользовавшись этим, ЛеЧак впитывает в себя силу Перекрестья, способную превратить его в пиратское божество. Теперь победить его практически невозможно — для этого понадобилось бы поразить его тело и душу одновременно.
Элейн наконец-то признаёт его более достойным мужем. Однако с её стороны это всего лишь уловка, позволяющая Трипвуду заманить капитана в портал между мирами. Оказавшись в портале, ЛеЧак становится жертвой двух покушений. Его одновременно пронзают с двух сторон — Элейн Марли из мира живых и охотница на пиратов Морган ЛеФлей из загробного мира. И ЛеЧак погибает вновь.
Чары рассеиваются, Трипвуд возвращается в мир живых, а Морган передаёт Вуду-леди останки ЛеЧака в обмен на жизнь… Возможно, с капитаном ЛеЧаком ещё не покончено?

## Критика
Electronic Gaming Monthly поставил в 2008 году ЛеЧака на восьмое место в «Top Ten Badass Undead». IGN описал его вместе с Гайбрашем и Элейн в качестве одного из «самых любимых приключенческих персонажей всех времён». IGN также дал ЛеЧаку 24 место в списке лучших злодеев компьютерных игр, заявив, что лучший злодей видеоигр — это тот, что не может быть убит. Они также высоко оценили его адаптивность, в качестве призрака, зомби, демона и человека. В списке Complex наиболее «крутых» игровых злодеев 2012 года ЛеЧак занял 10-е место. Сайт о компьютерных играх Screwattack присудил пирату первое место в «Списке 10 лучших бород» в связи с тем, что

он действительно мёртв, а его борода продолжает расти! Вот ЭТО борода на века!
Оригинальный текст (англ.)
he's actually dead and his beard continues to grow! Now THAT'S a beard for the ages!

— Screwattack

## Интересные факты
- The Curse of Monkey Island — единственная игра серии, в которой ЛеЧак погибает в самом начале. В ней же он впервые предстаёт последовательно в двух ипостасях — вначале в виде зомби, а затем в виде демона.